# Gustav Adolf von Götzen
El Comte Gustav Adolf von Götzen (12 de maig de 1866-2 de desembre de 1910) va ser un explorador alemany i governador d'Àfrica Oriental Alemanya. Va ser el primer europeu a posar peu a Ruanda, i més tard va sufocar la sagnant rebel·lió Maji Maji en el que avui és Tanzània.

## Els seus primers anys
El comte von Götzen va néixer a la residència de la seva família, al castell Scharfeneck, aleshores al Regne de Prússia, Confederació Germànica, però actualment Polònia.
Götzen va estudiar dret a les universitats de París, Berlín i Kiel entre 1884 i 1887. Posteriorment va entrar a l'exèrcit, i va assolir (en 1887) el grau de tinent en el regiment segon Garde-Ulanen. Entre 1890 i 1891 va estar destinat a Roma i des d'allí va fer el seu viatge per Àfrica, en una expedició de caça al Kilimanjaro.
En 1892 fou nomenat oficial de l'Acadèmia de Guerra i va viatjar a l'Àsia Menor amb Walther von Diest.

## L'expedició de 1893/94
Des de 1885, Karl Peters havia començat afirmant àrees d'Àfrica oriental per a Alemanya. La costa de Tanganyika va ser relativament fàcil, però la conquesta de les comarques de l'interior de la colònia -fins al Congo Belga- va ser més difícil, ja que gran part estava encara sense explorar. Per aquesta raó, Götzen va dirigir una expedició a aquestes zones. Va anar amb Georg von Prittwitz i Hermann Kersting.
L'expedició va partir de Pangani, a la costa del llac Tanganyika, el 21 de desembre de 1893. Després de viatjar a través d'àrees massai, finalment va arribar, el 2 de maig de 1894, a les cascades Rusumo al riu Kagera. En travessar el riu, es van convertir en els primers europeus a posar peu a Ruanda, aleshores un dels més organitzats i centralitzats regnes de la regió, però que nominalment ja formava part de la colònia alemanya. Van viatjar a través de Ruanda, reunint-se amb el mwami (rei) al seu palau a Nyanza, i finalment, arribaren al llac Kivu, el marge occidental del regne.
Després de trobar i pujar algunes de les Muntanyes Virunga, Götzen va decidir seguir cap a l'oest a través de la selva congolesa. Amb gran esforç, se les hi van arreglar per arribar al riu Congo el 21 de setembre, després seguiren riu avall, fins a arribar a l'oceà Atlàntic el 29 de novembre. El gener de 1895, Götzen va tornar a Alemanya.

## Fi del segle
Entre 1896 i 1898 Götzen va treballar com a agregat a Washington, DC, i es va exercir en qualitat d'observador amb el coronel Theodore Roosevelt durant la campanya de Cuba. Posteriorment es va unir a l'Estat Major General de l'exèrcit a Berlín, on va ser promogut el 1900 al rang de capità.

## Governador i rebel·lió Maji Maji
A causa del seu coneixement de les condicions locals, Götzen va ser nomenat governador de l'Àfrica Oriental Alemanya el març de 1901, però aviat va haver de fer front a una gran crisi en la colònia.
Ja s'havia produït rebel·lions de la població indígena en els anys 1880 i 1890, i el 1905 Götzen es va enfrontar a l'esclat de la Rebel·lió Maji Maji, que ràpidament va ocupar aproximadament la meitat de la colònia. Això va ser similar en severitat a la Guerra dels hereros que va tenir lloc al l'Àfrica Sud-occidental Alemanya, però va tenir menys incidència en el públic alemany. Götzen va enviar reforços, i va suprimir la rebel·lió per la força. S'estima que fins a 300.000 africans van morir, mentre que del costat alemany va perdre un 15 europeus i 389 soldats africans, segons dades oficials compilades per Götzen.
En 1906, Götzen va renunciar al càrrec a causa de la seva mala salut.

## Últims anys
Götzen va continuar participant activament en la promoció de la política colonial d'Alemanya, en particular, com a membre de la colonització alemanya i d'administració de les colònies. En 1908 es va convertir en l'enviat de Prússia a Hamburg. Va morir el 2 de desembre de 1910 a Hamburg.

## Llegat

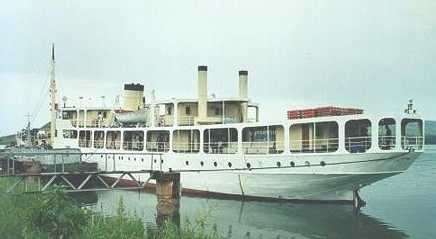
MV Liemba en l'actualitat

El buc de passatgers alemany Graf von Götzen va ser nomenat per ell i s'utilitzà com a part de l'esforç de guerra d'Alemanya al llac Tanganyika en la Primera Guerra Mundial i va ser abandonat al juliol de 1916 en la desembocadura del riu Malagarasi per impedir que caiguin en mans de les tropes belgues. En 1924 per instruccions de Winston Churchill, les operacions de salvament pel Royal Navy va aconseguir reflotar el buc i el 1927 va tornar al servei com el MV Liemba i encara s'està usant avui dia com un transbordador de càrrega de passatgers.

## Escrits de Götzen
- Gustav Adolf von Götzen. Durch Afrika von Ost nach West.  D. Reimer, 1895.. Berlin (1895)
- Deutsch-Ostafrika im Aufstand 1905/06. Berlin (1909)